# Tubular Bells II
Tubular Bells II — пятнадцатый студийный альбом Майка Олдфилда, вышедший в 1992 году.

## Об альбоме
Премьера альбома состоялась в Эдинбургском замке 4 сентября 1992 года. В принципе альбом имеет построение, похожее на первый «Tubular Bells»: оба начинаются с примерно одинаковых нот, также есть другие однородные моменты и совершенно новые темы, большое количество новых инструментов. Альбом имел заметный успех, доказав этим, что он не просто копия первого альбома.

## Список композиций
1. «Sentinel» — 8:07
2. «Dark Star» — 2:16
3. «Clear Light» — 5:48
4. «Blue Saloon» — 3:00
5. «Sunjammer» — 2:32
6. «Red Dawn» — 1:50
7. «The Bell» — 7:00
8. «Weightless» — 5:43
9. «The Great Plain» — 4:47
10. «Sunset Door» — 2:23
11. «Tattoo» — 4:15
12. «Altered State» — 5:12
13. «Maya Gold» — 4:00
14. «Moonshine» — 1:42